# Marcel Vincent
Pour les articles homonymes, voir Vincent.
Marcel Vincent, né le 24 juin 1913 à Azay sur Thouet et mort le 27 juin 1950 à Sarh (Fort-Archambault), est un militaire français, compagnon de la Libération.

## Biographie
Marcel Vincent est orphelin, son père, agriculteur, est mort pendant la Première Guerre mondiale.
Après des études secondaires au collège de Niort, il devance l'appel et s'engage dans l'armée en 1931.
En 1932, il renouvelle son contrat pour quatre ans dans les Troupes Coloniales. En octobre 1933, il est affecté en Indochine avec le grade de caporal-chef.
En 1936, il est nommé sergent et il est muté, l'année suivant, au Tchad où il sert au régiment de tirailleurs sénégalais du Tchad (RTST). Il se passionne pour la chasse qui deviendra son métier après la guerre,.

### Seconde Guerre mondiale
C'est à Moussoro, qu'il apprend la défaite de l'armée française et l'armistice du 22 juin 1940. Il rejoint les Forces françaises libres au mois d'août lors du ralliement du Tchad à la France libre.
En novembre 1940, il est affecté au bataillon de marche no 3 (BM3) de l' Afrique-Équatoriale française (AEF) du commandant Pierre Garbay.
Il est chef de la 3e Section de la 9e Compagnie du Bataillon. Il participe à la campagne d'Afrique de l'Est. Le 21 février 1941, en menant sa section au combat, il est blessé à la jambe et à l'épaule, lors de la bataille de Kub Kub. Il refuse d'être évacué ce qui lui vaut d'être cité à l'ordre de l'armée et décoré de la Military Medal. Le 20 avril 1941, rétablit, il rejoint son unité avec le grade de sergent-chef.
Le  26 mai 1941, Marcel Vincent est décoré de la croix de la Libération par le général de Gaulle à Qastina,.
En septembre 1941, il est nommé adjudant et il participe à la campagne de Libye.
Au printemps 1942, il est promu adjudant-chef.
En septembre 1942, il revient avec le bataillon de marche no 3 au Tchad où il est dissout. Marcel Vincent est affecté au Bataillon de marche n° 15 (BM15) qui se constitue en mars 1943 à partir de la 9e compagnie du BM 3. Avec sa nouvelle unité, il stationne au Nigeria puis au Tchad et enfin en Afrique du nord.
En septembre 1944, il est sous-lieutenant. En novembre 1944, il embarque à Alger pour la Provence où le bataillon de marche no 15 stationne à Antibes avant d'être engagé sur le front de l'Atlantique. Marcel Vincent participe aux combats de la Pointe de Grave où le 16 avril 1945, à la tête de son unité il prend la position de Fort-Vivien en faisant de nombreux prisonniers.

### Après-guerre
Marcel Vincent est nommé lieutenant puis démobilisé. En 1946, il retourne en  Afrique-Équatoriale française où il devient guide de chasse en Oubangui et au Tchad. Il travaille d'abord pour le compte de la Société Zoologique Intercontinentale avant de rejoindre en 1948 la Société des Grandes Chasses.
En 1949, il est élu député du Tchad.
Lors d'un safari cinématographique pour Connaissance du monde, il est mortellement blessé par un lion et meurt le 27 mai 1950 à Fort Archambault où il est inhumé,,.

## Décorations
- Chevalier de la Légion d'honneur[2]
- Compagnon de la Libération par décret du 30 juin 1941[2]
- Médaille militaire[2]
- Croix de guerre 1939–1945 (2 palmes et étoile de bronze)[2]
- Médaille coloniale avec agrafes « Erythrée », « Libye », « AFL »[2]
- Médaille commémorative de la guerre 1939–1945[2]
- Médaille commémorative des services volontaires dans la France libre[2]
- Military Medal (GB)[2]

- Mérite Syrien[2]